# Ana la de Tejas Verdes
Ana la de Tejas Verdes, Anne la de Tejados Verdes o en inglés Anne of Green Gables es un libro escrito por la canadiense Lucy Maud Montgomery y publicado por primera vez en 1908. En principio se escribió para todas las edades, pero en décadas posteriores se lo consideró un libro para niños. La obra narra la vida de Anne Shirley, una niña huérfana que gracias a su carácter imaginativo y despierto logra encandilar a todos los habitantes de Avonlea, un pequeño pueblo ficticio ubicado en la Isla del Príncipe Eduardo, lugar donde se desarrolla la historia a finales del siglo XIX.
Supuestamente, Montgomery se inspiró en un artículo periodístico sobre el caso de una pareja canadiense que solicitó la adopción de un niño huérfano pero acabaron recibiendo a una niña en su lugar. En lo referido a la Casa de las Tejas Verdes, la escritora quiso homenajear la casa de Green Gables donde vivían sus primos, situada en la Isla del Príncipe Eduardo.

## Argumento
Marilla Cuthbert y Matthew Cuthbert, dos hermanos solterones de mediana edad que viven juntos en Tejas Verdes, una granja en un pueblecito llamado Avonlea, en la Isla del Príncipe Eduardo, deciden adoptar a un muchacho huérfano de un orfanato de Nueva Escocia para que les ayude con la granja. Debido a una serie de desgracias y malentendidos, la que termina en Tejas Verdes es una vivaz e inteligente chiquilla pelirroja de once años llamada Ana Shirley. Ana es brillante y perspicaz, impaciente por ser complaciente, pero descontenta con su nombre, su piel pálida llena de pecas, y sobre todo con sus largas trenzas de pelo rojo. Ana es una niña con una imaginación muy fértil, que llenará de alegría las vidas de los dos hermanos así como del resto de habitantes de Avonlea.
El resto del libro relata su educación en la escuela, donde pronto sobresale en sus estudios, sus ambiciones literarias y sus amistades con otras niñas como Diana Barry (su vecina y mejor amiga), Jane Andrew o Ruby Gillis, y su manifiesta rivalidad con Gilbert Blythe, un chico de trece años que osó hacer una broma acerca de su color de pelo, adquiriendo el odio de la pelirroja, aunque él le pidiera perdón repetidamente. El libro también sigue las desventuras de Ana en la pacífica Avonlea, en las que se incluyen sus juegos con su grupo de amigas (Diana, Jane y Ruby), sus rivalidades con las hermanas Pye (Gertie y Josie) y sus errores domésticos, como teñirse el pelo de verde.

## Secuelas
La vida de Ana Shirley continuó en una serie de secuelas que completan ocho libros, y están ordenadas según la edad de Ana.
| # | Título                      | Fecha de publicación | Edad de Ana |
| 1 | Ana, la de Tejas Verdes     | 1908                 | 11 — 16     |
| 2 | Ana, la de Avonlea          | 1909                 | 16 — 18     |
| 3 | Ana, la de la Isla          | 1915                 | 18 — 22     |
| 4 | Ana, la de Álamos Ventosos  | 1936                 | 22 — 25     |
| 5 | Ana y la Casa de sus Sueños | 1917                 | 25 — 27     |
| 6 | Ana, la de Ingleside        | 1919                 | 34 — 40     |
| 7 | El valle del Arco Iris      | 1921                 | 41 — 49     |
| 8 | Rilla, la de Ingleside      | 1939                 | 49 — 53     |

El Valle del Arco Iris y Rilla, la de Ingleside son otras dos secuelas que narran la vida de los hijos de Ana.
En estos libros, Montgomery va desarrollando la personalidad de Ana y transformándola de niña alocada, excesivamente imaginativa, de carácter impulsivo y espíritu indomable hasta la joven inteligente e independiente que utiliza su imaginación de forma constructiva.
En los libros, va narrando su vida y, más tarde, la de sus hijos en la Primera Guerra Mundial.
Mark Twain llamó a Ana de las Tejas Verdes «la más querida y encantadora niña de ficción desde la inmortal Alicia».

## En los medios audiovisuales
Existen varias versiones audiovisuales, siendo la más conocida la miniserie televisiva que se rodó con el nombre de Ana de las Tejas Verdes, en 1985, además de dos versiones anime.
También destaca la serie web de Netflix Anne with an E, que se basa en la novela, pero se toma mucha libertad en el argumento y personajes.